# Lista de convidados reais na coroação de Isabel II do Reino Unido
Esta é uma lista de convidados reais presentes na coroação de Isabel II do Reino Unido, realizada em 2 de junho de 1953.

## Família da Rainha Elizabeth II

### Família real britânica
- O Duque de Edimburgo, o marido e consorte da Rainha
  - O Duque da Cornualha, o filho e herdeiro da Rainha
- Rainha Elizabeth, A Rainha-Mãe, a mãe da Rainha
  - A Princesa Margaret, a irmã da Rainha
- A Princesa Real, a tia paterna da Rainha
  - O Conde e Condessa de Harewood, primo em primeiro grau da Rainha e sua esposa
  - O Hon. Gerald Lascelles, primo da Rainha
- O Duque e Duquesa de Gloucester, tio e tia paternos da Rainha
  - Príncipe Guilherme de Gloucester, o primo da Rainha
  - Príncipe Ricardo de Gloucester, o primo da Rainha
- A Duquesa de Kent, tia paterna da Rainha por casamento (e prima em primeiro grau do Duque de Edimburgo)
  - O Duque de Kent, primo em primeiro grau da Rainha
  - Princesa Alexandra de Kent, a prima em primeiro grau da Rainha
  - Príncipe Miguel de Kent, o primo em primeiro grau da Rainha
- Princesa Maria Luísa, a prima em primeiro grau da Rainha, duas vezes removida
- Lady Patrícia e O Hon. Sir Alexander Ramsay, a prima em primeiro grau da Rainha, duas vezes removida e seu marido
  - Alexandre Ramsay de Mar, o primo em segundo grau da Rainha, uma vez removido
- O Conde de Athlone e Princesa Alice, Condessa de Athlone, tio-avô e tia-avó paternos da Rainha
  - Lady May e Sir Henry Abel Smith, a prima em primeiro grau da Rainha, uma vez removida e seu marido

### Família Bowes-Lyon
- Albemarle Bowes-Lyon,  o primo em primeiro grau da Rainha
- James Bowes-Lyon, o primo em primeiro grau da Rainha, uma vez removido

### Família Teck-Cambridge
- O Marquês e Marquesa de Cambridge, primo em primeiro grau da Rainha, uma vez removido
  - Lady Mary e Peter Whitley, a prima em segundo grau da Rainha e seu marido
- A Duquesa e Duque de Beaufort, a prima em primeiro grau da Rainha, uma vez removida e seu marido
- Lady Helena Gibbs, a prima em primeiro grau da Rainha, uma vez removida

### Família do Duque de Edimburgo

#### Família real grega
- Princesa Alice da Grécia e Dinamarca, a mãe do Duque de Edimburgo
  - A Princesa e Príncipe de Hohenlohe-Langemburgo, irmã e cunhado do Duque de Edimburgo
    - Princesa Beatrix de Hohenlohe-Langemburgo, a sobrinha do Duque de Edimburgo

  - A Margravina e Margrave de Baden, a irmã e o cunhado do Duque de Edimburgo
    - O Príncipe Hereditário de Baden, o sobrinho do Duque de Edimburgo

  - Princesa e Príncipe Jorge Guilherme de Hanôver, a irmã e o cunhado do Duque de Edimburgo
    - Princesa Cristina Margarete de Hesse, a sobrinha do Duque de Edimburgo
- Príncipe e Princesa George da Grécia e Dinamarca, o tio e a tia paternos do Duque de Edimburgo (representando o Rei dos Helenos)

#### Família Mountbatten
- A Marquesa Viúva de Milford Haven, tia materna do Duque de Edimburgo por casamento (e viúva do primo em segundo grau da Rainha, uma vez removido)
  - O Marquês de Milford Haven, primo em primeiro grau do Duque de Edimburgo (e primo em terceiro grau da Rainha)
- O Conde e a Condessa Mountbatten da Birmânia, tio e tia maternos do Duque de Edimburgo (e primo em segundo grau da Rainha, uma vez removido e sua esposa)
  - Lady Pamela Mountbatten, a prima em primeiro grau do Duque de Edimburgo (e prima em terceiro grau da Rainha)
- A Marquesa de Carisbrooke, esposa do primo em primeiro grau da Rainha, duas vezes removida

## Governantes de protetorados britânicos
- Xeique Salman bin Hamad Al Khalifa do Bahrein
- Xeique Abdullah al-Salim al-Sabah do Kuwait
- Sultão Omar Ali Saifuddien III do Brunei
- Sultão Ibrahim IV de Calantão
- Sultão Hisamuddin e Raja Jemaah de Selangor
- Sultão Ibrahim e Sultana Helen Ibrahim de Johor
- Sultão Khalifa bin Harubn e a Sultana Nunu de Zanzibar
- Sultão Ali III ibn 'Abd al-Karim al-'Abdali de Lahej
- Sultão Yusuf Izzuddin Shah de Peraque
- Rainha Salote de Tonga
- Sheikh Ahmad bin Ali Al Thani, representando Ali bin Abdullah Al Thani do Catar

## Membros de famílias reais estrangeiras
- O Príncipe Herdeiro e Princesa Herdeira da Noruega, primo em primeiro grau da Rainha, uma vez removido e seu esposa (representando seu pai, o Rei da Noruega)
  -  Princesa Astrid da Noruega, primo em segundo grau da Rainha
- Príncipe e Princesa Axel da Dinamarca, primo em primeiro grau da Rainha, duas vezes removido e primo em primeiro grau do Duque de Edimburgo, uma vez removido e primo em segundo grau (representando seu primo em primeiro grau, uma vez removido, o Rei da Dinamarca)
- O Duque da Halândia, primo em segundo grau da Rainha, uma vez removido (representando seu pai, o Rei da Suécia)
- O Príncipe de Liège, primo em terceiro grau da Rainha (representando seu irmão, o Rei dos Belgas)
- O Príncipe Consorte dos Países Baixos (representando sua esposa, a Rainha dos Países Baixos)
- O Príncipe Herdeiro do Laos (representando o Rei do Laos)
- Príncipe Himalayapratrap Vir Vikram Shah e Princesa Princep (representando o Rei do Nepal)
- O Príncipe Hereditário do Vietnã (representando Bảo Đại, o Chefe de Estado do Vietnã)
- O Príncipe Herdeiro do Japão (representando o Imperador do Japão)
- O Príncipe Herdeiro da Etiópia (representando o Imperador da Etiópia)
- Príncipe Fahad Ibn Abdul Aziz (representando o Rei da Arábia Saudita)
- Shah Wali Khan (representando o Rei do Afeganistão)
- O Príncipe Herdeiro do Iraque (representando o Rei do Iraque)
- Príncipe Sisowath Monireth (representando o Rei do Camboja)
- Príncipe e Princesa Chula Chakrabongse (representando o Rei da Tailândia)
- Príncipe Saif Al Islam Al Hassan (representando o Rei do Iêmen)
- O Nabil Suleyman Daoud (representando o Rei do Egito)
- O Grão-Duque Hereditário e Grã-duquesa Hereditária de Luxemburgo (representando a Grã-duquesa de Luxemburgo)
- Príncipe Karl Alfred de Liechtenstein e Princesa Agnes (representando o Príncipe de Liechtenstein)
- Príncipe Pedro de Mônaco (representando o Príncipe de Mônaco)